# Lysolaje
Lysolaje (německy Lisolei) jsou městská čtvrť a katastrální území a od 24. listopadu 1990 pod názvem Praha-Lysolaje také městská část na severu hlavního města Prahy o rozloze 247,54 ha. Území Lysolají sousedí s pražskými katastrálními územími Suchdolem na severu, Sedlcem na východě a s Dejvicemi na jihu. Na západě Lysolaje sousedí s obcí Horoměřice.

## Historie
První dochovaná zpráva o vesnici Lysolaje pochází z roku 1225. Území Lysolají patřilo do majetku panovníka Českého království, který s ním volně disponoval. Přemysl Otakar I. toto území věnoval kapli sv. Václava při kostele na Pražském hradě. Správcové kaple si pak tuto donaci dávali potvrzovat od každého nového panovníka. Nejstarší zachovaná darovací listina pochází z roku 1227. K Praze byla původně samostatná obec Lysolaje připojena roku 1968 a začleněna do městského obvodu Praha 6. Od 24. listopadu 1990 jsou Lysolaje samostatnou městskou částí Praha-Lysolaje.

## Pamětihodnosti
- Fuchsův statek – Starodvorská čp. 5/10. První zmínka je z roku 1654. Přestavěn na počátku 18. století, další objekty přistavěny v 19. století.
- Kaple Panny Marie Ochránkyně řádu Kazatelů
- Kaple Panny Marie Sedmibolestné (Lysolaje)
- Boží muka u Lysolají